# Корнелия Салонина
Корне́лия Салони́на (лат. Cornelia Salonina) — жена римского императора Галлиена.
О происхождении Салонины и её жизни до брака с Галлиеном ничего не известно. Существует предположение, что она была гречанкой, поскольку на некоторых монетах к её римскому имени «Салонина» добавлено греческое имя «Хрисогона» (греч. ΧΡΥΣΟΓΟΝΗ).
Женой Галлиена Салонина стала не позднее 242 года, поскольку известно, что их средний сын Салонин погиб в 259 году в возрасте 17 лет.
В 254 году Галлиен провозгласил Корнелию Салонину своей соправительницей с предоставлением ей титула Авгу́сты (лат. Augusta), который она носила до 268 года, когда Галлиен был убит во время осады Медиолана. О дальнейшей судьбе Салонины ничего не известно, но, вероятно, она погибла в том же 268 году вскоре после смерти мужа.
У Салонины и Галлиена было три сына: Валериан II, Салонин и Мариниан.